# Korte videregående uddannelser i Danmark
Denne side handler om de danske videregående erhvervsakademiuddannelser (AK). For de danske videregående akademiuddannelser (AU), se Akademiuddannelser i Danmark.

Korte videregående uddannelser (KVU) er højere, videregående uddannelser af teoretisk/boglig art.
Korte videregående uddannelser i Danmark kan ikke påbegyndes direkte efter folkeskolens afgangseksamen i 9. klasse. For at blive optaget som studerende på en videregående uddannelse skal man først have gennemført og bestået en studieforberedende ungdomsuddannelse – dvs. en gymnasial uddannelse.
På nogle korte videregående uddannelser er det dog muligt at blive optaget, hvis man på forhånd har gennemført og bestået en relevant erhvervsrettet ungdomsuddannelse – dvs. en erhvervsuddannelse, en social- og sundhedsuddannelse eller en anden ungdomsuddannelse – i stedet for en gymnasial uddannelse.
Størstedelen af de korte videregående uddannelser er erhvervsakademiuddannelser, der medfører en erhvervsakademigrad (AK).
Korte videregående uddannelser i Danmark varer 2-3 år, læses på erhvervsakademier og inddeles i følgende 5 kategorier:
- Handelsuddannelser og økonomiske uddannelser
- It- og designuddannelser
- Kreative og kunstneriske uddannelser
- Sundhedsuddannelser
- Tekniske og teknologiske uddannelser

## Korte videregående uddannelser i Danmark
Undervisningsministeriets oversigt over samtlige godkendte korte videregående uddannelser i Danmark:

### Handelsuddannelser og økonomiske uddannelser
- Administrationsøkonom AK (Erhvervsakademiuddannelse (AK) i administration)
- Finansøkonom AK (Erhvervsakademiuddannelse (AK) inden for finansområdet)
- Handelsøkonom AK (Erhvervsakademiuddannelse (AK) inden for handel)
- Markedsføringsøkonom AK (Erhvervsakademiuddannelse (AK) inden for international handel og markedsføring)
- Serviceøkonom AK (Erhvervsakademiuddannelse (AK) inden for service, sociale medier, turisme og hotel)
- Logistikøkonom AK (Erhvervsakademiuddannelse (AK) inden for logistik og supply chain management)

### It- og designuddannelser
- Automationsteknolog AK (Erhvervsakademiuddannelse (AK) inden for Robotteknologi – servosystemer – højniveau programmering – PLC)
- Datamatiker AK (Erhvervsakademiuddannelse (AK) inden for informationsteknologi)
- Designteknolog AK (Erhvervsakademiuddannelse (AK) inden for tekstil og beklædning, møbler og boliginteriør eller grafisk design)
- E-designer AK (Erhvervsakademiuddannelse (AK) inden for global entrepreneurship og virtuel design og logistik)
- It- og elektronikteknolog AK (Erhvervsakademiuddannelse (AK) inden for kommunikationsteknik og elektronik)
- Multimediedesigner AK (Erhvervsakademiuddannelse (AK) inden for medie og kommunikation)

### Kreative og kunstneriske uddannelser
- Manuskriptforfatter

### Sundhedsuddannelser
- Klinisk tandtekniker
- Tandplejer

### Tekniske og teknologiske uddannelser
- Byggetekniker AK (Erhvervsakademiuddannelse (AK) inden for byggeteknik)
- Driftsteknolog - offshore AK (Erhvervsakademiuddannelse (AK) inden for driftsteknologi – offshore)
- Fiskeriteknolog
- Installatør AK (Erhvervsakademiuddannelse (AK) inden for energiinstallation)
- Jordbrugsteknolog AK (Erhvervsakademiuddannelse (AK) inden for jordbrug)
- Kort- og landmålingstekniker AK (Erhvervsakademiuddannelse (AK) inden for kort- og landmålingsteknik)
- Laborant AK (Erhvervsakademiuddannelse (AK) inden for laboratorieområdet)
- Procesteknolog AK (Erhvervsakademiuddannelse (AK) inden for levnedsmiddel og proces)
- Produktionsteknolog AK (Erhvervsakademiuddannelse (AK) inden for produktion)
- Sprogofficer (Sprogofficer af reserven)
- Teknisk manager offshore AK (Erhvervsakademiuddannelse (AK) inden for teknisk manager offshore)